# 公有民办二级学院

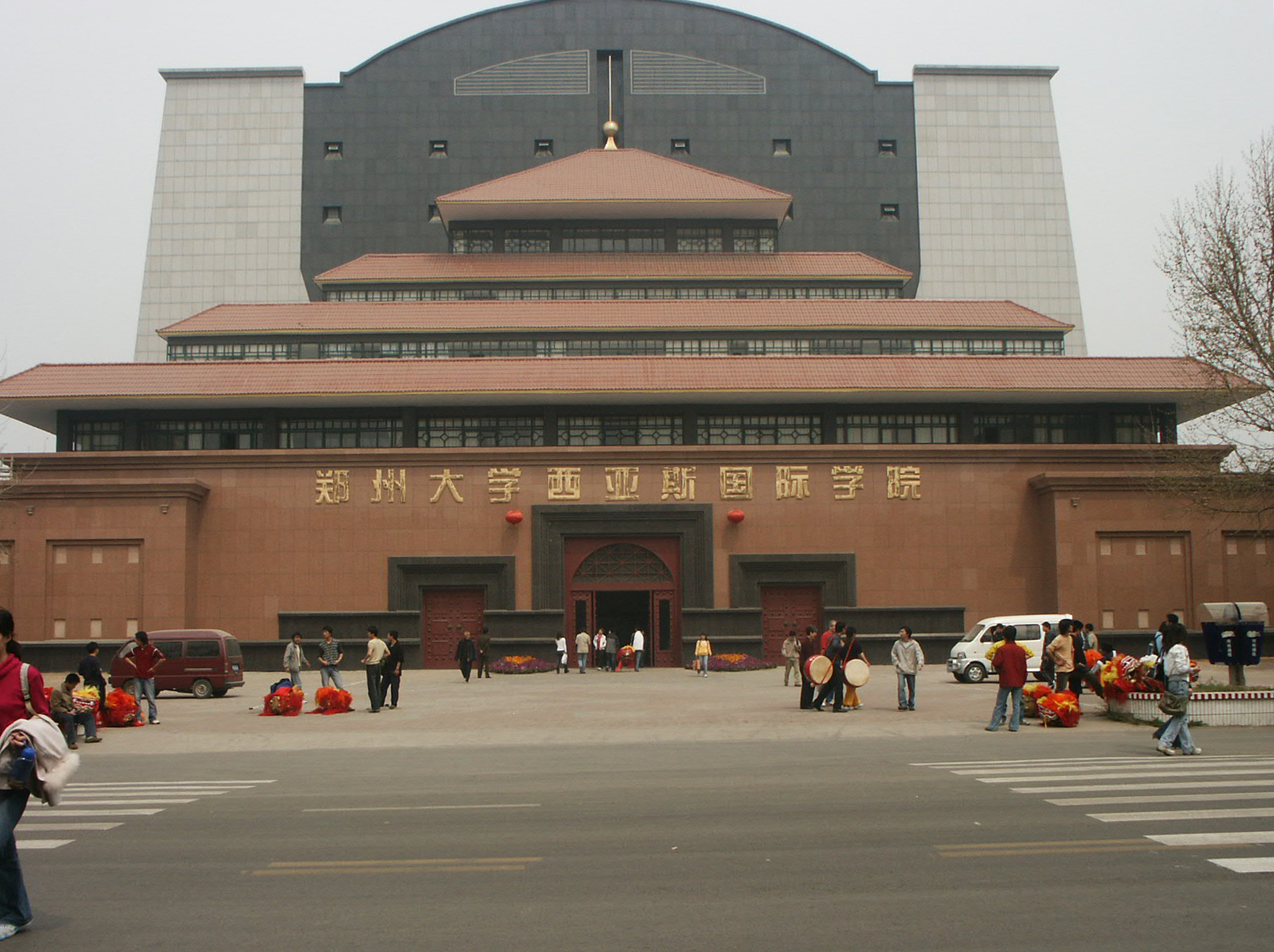
原郑州大学西亚斯国际学院校门。该公有民办二级学院于2018年11月分立为郑州西亚斯学院。

公有民办二级学院，又称国有民办二级学院，指20世纪90年代以来，中華人民共和國为促进教育发展，以财政拨款以外的社会资源为主要经费来源，在原有公立高校中运用民办机制创设的新型二级学院，实行国有民营的运作方式，有较大的自主权，在相对独立的情况下与母体大学相互协调办学。与后来的独立学院不同的是，公有民办二级学院一般并非单独法人，而系母体高校的教学机构之一。公有民办二级学院直接颁发母体高校的毕业证、学位证。
2003年4月，中华人民共和国教育部要求各公有民办二级学院整顿并改制为独立学院。至2004年末全国独立学院已达222所，此后仅有个位数高校继续保持公有民办二级学院状态。2021年6月，在独立学院转设大潮中，现存最后一所公有民办二级学院南京体育学院奥林匹克学院并入民办高校南京传媒学院。至此，公有民办二级学院正式退出历史舞台。

## 背景
公有民办二级学院的产生背景是，直到20世纪末，中国教育需求迅速增长，公办教育却增长迟缓，民办教育也同样停滞不前，尤其是民办教育面临着文凭不被承认、无政府帮扶等政策问题。因此中国开始尝试以公办大学为基础，引进民间资本，建立相对独立的二级学院。

## 历史

### 发展
公有民办二级学院的首次尝试是天津师范大学于1992年开始创办的天津师范大学国际女子学院。
1999年后，公有民办二级学院开始快速发展，首先由东南沿海的浙江省和江苏省爆发开来。1999年，浙江省20所本科院校有18所创办了19所二级学院，招生人数每年以20%的速度增长，使浙江省高考录取率由35%上升到的68%。至2003年，浙江省的公有民办二级学院在校学生数已达8.6万人，占在校生总数的34%。截止2001年，江苏省有24所普通高校吸收社会资金，举办了民办二级学院。
至2003年初，已有25个省市举办了公有民办二级学院共300多所，在校的本科生40多万人，初步建成了占地约7万亩，校舍约876万平方米、教学仪器设备约12亿元、图书约2000万册的高等教育资源。

### 整顿
在公有民办二级学院迅速发展过程中，出现了诸如独立法人地位不明确、办学性质、收费高低、招生模式等方面的问题。
2003年4月，教育部颁发《关于规范并加强普通高校以新的机制和模式试办独立学院管理的若干意见》。提出要对公有民办二级学院进行整改规范，规范后的二级学院称为“独立学院”。明确指出独立学院是普通高校按照新的机制、新模式与社会力量合作举办的本科层次的二级学院。它必须具备七个独立：独立的校园和基本办学设施，相对独立的教学组织和管理，独立招生，独立颁发学历证书，独立财务核算，独立法人资格，独立填报《高等教育基层统计报表》。
教育部于2004年初首次正式确认了148所大学试办独立学院。至2004年末全国独立学院已达222所。
2008年，教育部颁发《独立学院设置与管理办法》，进一步加强对独立学院的管理，实施本科以上学历教育的普通高等学校（一般为各级公办大学）与“国家机构以外的社会组织或者个人”合作，利用非国家财政性经费举办的实施本科学历教育的高等学校。在性质上是一所“完全独立”、且为“民办性质”的院校，与所属的大学关系很小。学习期满且成绩合格的独立学院毕业生，不能获得所属大学的证书，只能获得独立学院的证书。符合学位授予条件的，也只能授予独立学院的学士学位证书。
截至2010年7月12日，教育部正式认可的独立学院有320多家。

### 消亡
2021年6月，华夏视听教育发布公告，以4.5亿元人民币收购公有民办二级学院南京体育学院奥林匹克学院全部股权，并更名为南京传媒学院奥林匹克学院，作为该院二级学院。南京体育学院奥林匹克学院是中国大陆现存的最后一所公有民办二级学院。至此，公有民办二级学院完全退出历史舞台。